# 25491 Meador
A 25491 Meador (ideiglenes jelöléssel 1999 XS84) a Naprendszer kisbolygóövében található aszteroida. A LINEAR projekt keretében fedezték fel 1999. december 7-én.